# Jean Olivier
Ne doit pas être confondu avec Jean Ollivier.
Pour les articles homonymes, voir Olivier.
Jean V Olivier, ou Jean Olivier, ou encore, Jean Ollivier, mort en 1540, est un prélat, poète et helléniste, évêque d'Angers.

## Biographie
Jean Olivier est le fils de Jacques Olivier, seigneur de Leuville, de Ballinvilliers et de Puiseux, procureur au parlement de Paris, natif de Bourgneuf (Aunis), et de  Jeannette de Noviant. Il est l'oncle du chancelier François Olivier.
Jean Olivier était moine bénédictin, abbé de l'abbaye Notre-Dame de Josaphat, où il résidait ordinairement, ancien chanoine de Chartres il fut sacré à Paris par Louis Gaillard évêque de Chartres, comme évêque d'Angers, dont il prit possession le 10 novembre 1532.
Son neveu, Gaston  Olivier, fut archidiacre, chanoine d’Angers et aumônier du roi Henri II mort le 18 août 1552.

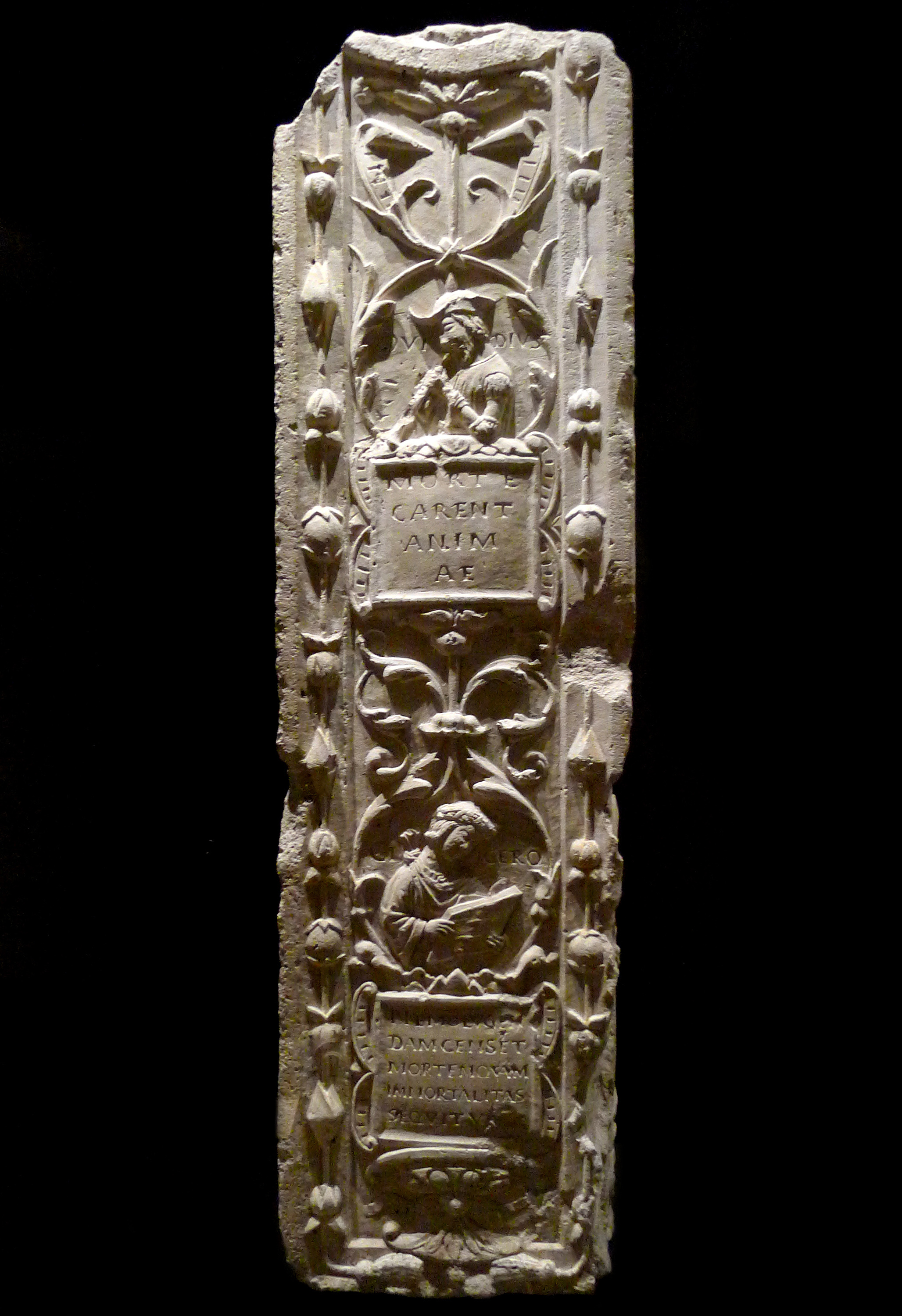
Fragment du tombeau de Jean Olivier (musée des Beaux-Arts d'Angers).

En tant qu'évêque, il jeta les fondations de l'église Notre-Dame-des-Ardilliers de Saumur le 1er août 1534 en présence de Jean de Castagnier, maire de Saumur et de Guillaume Bourdeau, échevin. Mgr Gabriel Bouvery, évêque d'Angers, inaugura la nouvelle église le 30 juillet 1553.
L'Anjou bénéficie d’abord de l’esprit de bienveillance de l'évêque Jean Olivier, mais aux Grands jours d'Angers, session extraordinaire de magistrats du Parlement de Paris, à l'automne 1539, les premières condamnations sont prises à l'encontre des protestants angevins.
Jean Olivier était en contact avec les cercles littéraires proches de Clément Marot, célèbre poète, connu également pour sa proximité appuyée avec la Réforme protestante naissante. Il avait à son service le compositeur et maître de chapelle Clément Janequin, qui travailla sur la poésie de Marot (cf. la chanson à 4 parties vocales Blason du beau tétin, éd. 1535 et 1536).
On doit à Jean Olivier l'épitaphe de Louis XII de France, mort en 1515.
Sa dépouille repose dans un tombeau en marbre, situé à l'intérieur de la cathédrale d'Angers et réalisé par l'architecte angevin Jean Delespine. Le musée de la ville possède quelques fragments de son tombeau décorés de sentences tirées de philosophes antiques.

## Sources
1. ↑  Abbé Métais,  Cartulaire de Notre-Dame de Josaphat, Paris, 1911, tome I, p.XXIX
2. ↑  Guignard, Jacques, « Françoise LEHOUX. Gaston Olivier, aumônier du roi Henri II (1552). Bibliothèque parisienne et mobilier du XVIe siècle. Paris, l'auteur, 54, rue Vaneau. », Bibliothèque de l'École des chartes, Persée - Portail des revues scientifiques en SHS, vol. 116, no 1,‎ 1958, p. 263–269 (lire en ligne, consulté le 11 juillet 2020).
3. ↑  Charles Louis Richard, Bibliothèque sacrée, ou Dictionnaire universel historique, dogmatique, canonique, géographique et chronologique des sciences ecclésiastiques ...;, 1827, 994 p. (lire en ligne), p. 48.
4. ↑  « Première visite », sur archives49.fr (consulté le 12 juin 2023).